# Фалкон (држава Венецуеле)
Фалкон (шп. Estado Falcón), једна је од 23 државе у Боливарској Републици Венецуели. Главни и највећи град је Каро. Ова савезна држава покрива укупну површину од 24.800 км ² и има 966.127 становника (2011).
Држава Фалкон се налази на западу Венецуеле. Полуострво Парагуана је повезано са остатком Фалкона са превлаком Меданос. Острво Аруба је 27 км од северне обале Парагуана полуострва. Друга два "АБЦ" острва (Бонер и Куракао) су мало даље од обале Фалкона. Држава се граничи са Зулиом на западу, и Ларом и Јаракујом на југу.

## Галерија
- Плажа у Фалкону
- Национални парк "Медасон де Каро"